# 西塔科／机场站
西塔科／机场车站 （英語：SeaTac/Airport station）位于华盛顿州西塔科，是海湾公共交通局运营的中央线的一个车站。该线路连接了西雅图-塔科马国际机场与西雅图市中心。目前此站是中央线的倒数第二站。车站里面展示了由四位艺术家创作的公共艺术。

## 位置
车站位于国际大道（华盛顿州99号公路）与南176街的交界处，机场停车大楼的东边。车站所在位置为机场属地范围。轻轨轨道从塔克维拉国际大道车站沿着机场高速路往南延伸至该车站。

## 车站结构
| P 站台层 | 北行                   | 中央线往西湖中心方向 （塔克维拉国际大道） → |
| P 站台层 | 岛式站台，两边车门开启 |                                             |
| P 站台层 | 北行                   | 中央线往西湖中心方向 （塔克维拉国际大道） → |
|          | 夹层                   | 入口出口，通往机场停车大楼的行人天桥        |

### 行人天桥
车站与附近的停车换乘设施以及未来的西塔科市中心之间由行人天桥连接。从马路上可以通过楼梯与电梯到达天桥。
车站与机场的停车大楼之间由一条行人天桥连接。旅客可以通过此通道前往前往客运大楼。海湾运输署估计这段路程需要四分钟。